# Mau5trap
mau5trap (pronunciata come mouse trap) è una etichetta discografica fondata dal disc jockey e produttore discografico canadese deadmau5 nel 2007.
In passato era un'etichetta di facciata, che pubblicava dischi tramite etichette come Ultra, Virgin, EMI e Astralwerks.

## Storia
La prima uscita dell'etichetta è Faxing Berlin di deadmau5, pubblicata anche da Play. Il secondo artista ad aver firmato con l'etichetta è Glenn Morrison, anche se poi viene scoperto che deadmau5 ha prodotto alcune sue tracce.
Nel 2008, dopo che altri artisti hanno firmato e avuto un discreto successo, l'etichetta collabora con Ultra e pubblica il terzo album in studio di deadmau5, Random Album Title, per il successo commerciale.
Nel 2010, Skrillex firma e pubblica il suo secondo EP Scary Monsters and Nice Sprites in collaborazione con Big Beat.
Nel 2012, il gruppo hip hop inglese Foreign Beggars firma e pubblica il terzo album in studio The Uprising, Moguai pubblica il suo secondo album in studio Mpire, Noisia pubblica un'edizione speciale di Split the Atom e l'etichetta debutta la serie di compilation We Are Friends.
Nel 2013, in seguito alla scadenza del contratto di deadmau5 con Ultra, l'etichetta conclude la sua collaborazione con l'ex etichetta partner.
Nel giugno 2013, l'etichetta collabora brevemente con Astralwerks, una filiale di Universal.
Nel 2015, l'etichetta diventa completamente indipendente con diritti musicali ed editoriali gestiti attraverso Kobalt. Nel 2016, l'ottavo album in studio di deadmau5, W:/2016ALBUM/, diventa il primo album indipendente dell'etichetta.
Nel 2017, l'etichetta pubblica in modo indipendente l'album di debutto della produttrice musicale canadese Rezz, intitolato Mass Manipulation. Nello stesso anno, celebra il suo decimo anniversario e pubblica una compilation di trentatré brani intitolata mau5trap Ten Year Anniversary. Nello stesso anno, Ia rivista Mixmag pubblica la propria Top 50 Etichette del Decennio (2007-2017), posizionando la label al nono posto.
Il primo marzo 2021 deadmau5 fonda la hau5trap, una filiale incentrata sulla musica house.
Nel marzo 2025, il catalogo dell'etichetta e la discografia di deadmau5 vengono acquisiti da Create Music Group per cinquantacinque milioni di dollari.